# Hetty van de Wouw
Hetty van de Wouw (Kaatsheuvel, 29 maggio 1998) è una pistard olandese. Agli europei di Heusden-Zolder 2025 ha stabilito il primato mondiale del chilometro a cronometro, grazie al tempo di 1:04.497.

## Palmarès

### Pista
- 2015

Campionati olandesi, Velocità a squadre (con Elis Ligtlee)
- 2016

Campionati europei, Velocità a squadre Junior (con Steffie van der Peet)
Campionati olandesi, Keirin
- 2017

Campionati europei, Velocità a squadre Under-23 (con Kyra Lamberink)
Campionati europei, Keirin Under-23
- 2018

Campionati olandesi, Velocità a squadre (con Kyra Lamberink)
- 2021

Campionati olandesi, Velocità a squadre (con Kyra Lamberink e Steffie van der Peet)
Campionati europei, Velocità a squadre (con Shanne Braspennincx, Kyra Lamberink e Steffie van der Peet)
- 2022

2ª prova Coppa delle Nazioni 2022, Velocità a squadre (Glasgow, con Kyra Lamberink, Steffie van der Peet e Laurine van Riessen)
- 2024

Coppa delle Nazioni 2024, Velocità a squadre (Milton, con Kyra Lamberink, Steffie van der Peet)
- 2025

Campionati europei, Velocità a squadre
Campionati europei, Chilometro a cronometro

## Piazzamenti

### Competizioni mondiali
- Campionati del mondo su pista

Astana 2015 - 500 metri a cronometro Junior: 10ª
Astana 2015 - Velocità Junior: 8ª
Astana 2015 - Keirin Junior: 8ª
Aigle 2016 - Velocità a squadre Junior: 5ª
Aigle 2016 - 500 metri a cronometro Junior: 7ª
Aigle 2016 - Velocità Junior: 3ª
Aigle 2016 - Keirin Junior: 10ª
Apeldoorn 2018 - Velocità a squadre: 2ª
Pruszków 2019 - Velocità: 19ª
Pruszków 2019 - 500 metri a cronometro: 17ª
St. Quentin-en-Yv. 2022 - Velocità: 5ª
St. Quentin-en-Yv. 2022 - 500 metri a cronometro: 4ª
St. Quentin-en-Yv. 2022 - Velocità a squadre: 4ª
Glasgow 2023 - Velocità: 12ª
Glasgow 2023 - Keirin: 4ª
Glasgow 2023 - Velocità a squadre: 4ª
Ballerup 2024 - Velocità a squadre: 2ª
Ballerup 2024 - Velocità: 2ª
Ballerup 2024 - Keirin: 2ª
- Giochi olimpici

Parigi 2024 - Velocità: 4ª
Parigi 2024 - Keirin: 2ª
Parigi 2024 - Velocità a squadre: 4ª

### Competizioni europee
- Campionati europei su pista

Atene 2015 - Velocità Junior: 5ª
Atene 2015 - 500 metri a cronometro Junior: 3ª
Atene 2015 - Scratch Junior: 3ª
Atene 2015 - Keirin Junior: 7ª
Montichiari 2016 - Velocità a squadre Junior: vincitrice
Montichiari 2016 - Velocità Junior: 2ª
Montichiari 2016 - 500 metri a cronometro Junior: 2ª
Saint-Quentin-en-Yvelines 2016 - Keirin: 13ª
Saint-Quentin-en-Yvelines 2016 - Velocità: 12ª
Anadia 2017 - Velocità a squadre Under-23: vincitrice
Anadia 2017 - Velocità Under-23: 3ª
Anadia 2017 - 500 metri a cronometro Under-23: 4ª
Anadia 2017 - Keirin Under-23: vincitrice
Berlino 2017 - Velocità a squadre: 3ª
Berlino 2017 - Velocità: 9ª
Glasgow 2018 - Velocità: 10ª
Glasgow 2018 - 500 metri a cronometro: 7ª
Gand 2019 - Velocità a squadre Under-23: 2ª
Gand 2019 - Velocità Under-23: 5ª
Gand 2019 - 500 metri a cronometro Under-23: 5ª
Gand 2019 - Keirin Under-23: 3ª
Grenchen 2021 - Velocità a squadre: vincitrice
Grenchen 2021 - Velocità: 6ª
Grenchen 2021 - Keirin: 8ª
Monaco di Baviera 2022 - Velocità a squadre: 2ª
Monaco di Baviera 2022 - Velocità: 5ª
Grenchen 2023 - 500 metri a cronometro: 3ª
Grenchen 2023 - Velocità a squadre: 3ª
Grenchen 2023 - Velocità: 5ª
Grenchen 2023 - Keirin: 13ª
Apeldoorn 2024 - Velocità: 6ª
Apeldoorn 2024 - Velocità a squadre: 3ª
Apeldoorn 2024 - Keirin: 3ª
Heusden-Zolder 2025 - Velocità a squadre: vincitrice
Heusden-Zolder 2025 - Chilometro a cronometro: vincitrice
- Giochi europei

Minsk 2019 - Velocità a squadre: 3ª